# Тихо, Анна
А́нна Тихо́ (нем. Anna Ticho, ивр. אנה טיכו‎; род. 27 октября 1894, Брюнне, Австро-Венгрия — 1 марта 1980, Иерусалим) — израильская художница, жена врача-офтальмолога Авраама Альберта Тихо́.

## Жизнь и творчество

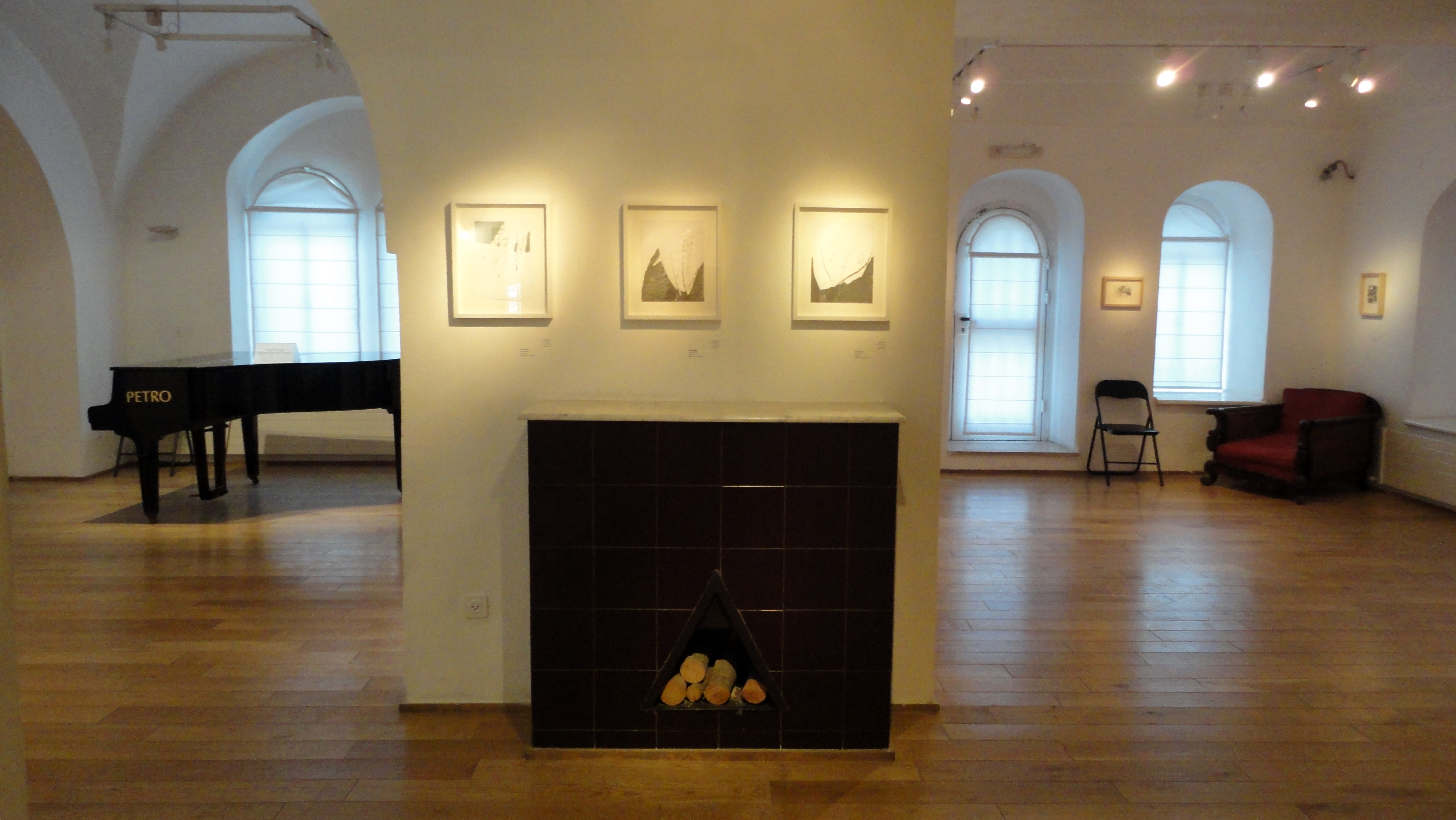
Дом-музей Тихо

Анна Тихо родилась в 1894 году в Брюнне (Брно) в Моравии, тогда территориальной части Австро-Венгрии. В возрасте 15 лет стала изучать живопись в Вене в академии изящных искусств Вилли Новака. Затем вышла замуж за своего двоюродного брата, известного врача-офтальмолога Авраама Тихо, и переехала с мужем в Палестину в 1912 году.
В 1914 году семья Тихо организовала частную больницу в иерусалимском районе Меа Шеарим. В 1924 году семья купила дом, принадлежавший раньше известной арабской семье Нашашиби, расположенный между улицами Яффо и Ха-Невиим, где разместилась их частная клиника. Гостями иерусалимской семьи Тихо становится известные музыканты, поэты, писатели, художники. В 1922 году в башне Давида в старом городе Иерусалима состоялась выставка разных художников, где были представлены также работы Анны Тихо.
В 1930-е годы в стенах дома Тихо стала собираться интеллигенция, репатриировавшаяся в Палестину из Германии. Анна занималась творчеством, выполняя рисунки карандашом. Различные посетители клиники часто позировали ей для портретов. Работала также в жанре пейзажных зарисовок.
В 1933—1934 годах Анна Тихо помогала возобновлению работы академии искусств «Бецалель», основанной в 1906 году, но закрытой в 1929 году в связи с экономическими проблемами. В гостях у четы Тихо бывали такие известные люди, как Эфраим Кацир, Тедди Коллек, Гершом Шолем, Мартин Бубер, Эльза Ласкер-Шюлер, художник Марк Шагал.
В 1970 году Анна Тихо получает звание почётного гражданина Иерусалима. В 1980 году награждается Премией Израиля.
За свою жизнь провела множество персональных выставок как в Израиле, так и за рубежом. Основным образоми в её творчестве стали холмы Иудеи. Незадолго до смерти Анна Тихо передала свой дом городскому муниципалитету Иерусалима. На втором этаже был основан музей «Дом Тихо», а на первом кафе.